# Ralph M. Steinman
Ralph Marvin Steinman là một (14 tháng 1 năm 1943 – 30 tháng 9 năm 2011) là một nhà miễn dịch học và nhà sinh vật học tế bào Canada tại Đại học Rockefeller. Ông được truy tặng, cùng với Jules A. Hoffmann, và Bruce A. Beutler giải Nobel Y học năm 2011 vì các khám phá của họ về hệ miễn dịch. Ông đã khám phá ra các tế bào có khả năng điều chỉnh phản ứng miễn dịch. Năm 1973, ông đặt ra thuật ngữ các tế bào đuôi gai dài trong khi làm việc như là một nghiên cứu sinh sau tiến sĩ trong phòng thí nghiệm của Zanvil A. Cohn, cũng tại Đại học Rockefeller. 
Năm 1973, ông đã phát hiện một loại tế bào mới hình cây và chứng minh vai trò của nó trong việc tạo ra các tế bào T, các cỗ pháo hạng nặng của hệ miễn dịch, trực tiếp tiêu diệt mầm bệnh. Tế bào T còn là một phần của bộ nhớ miễn dịch, giúp tổ chức một cuộc tấn công nhanh hơn, mạnh hơn nếu cùng một loại mầm bệnh tái xâm nhập cơ thể. Steinman cũng chứng minh rằng hệ miễn nhiễm có thể tấn công các vi bào nguy hại trong khi không động tới các tế bào lành tính trong cơ thể.
Công trình nghiên cứu của ông và hai người đồng nhận giải Nobel năm 2011 đã đóng vai trò nòng cốt giúp việc phát triển nhiều loại vắc xin chống bệnh lây nhiễm, cũng như các hướng tiếp cận mới trong việc chống ung thư. Nghiên cứu còn đặt nền tảng cho làn sóng mới của cái gọi là "vắc xin chữa bệnh", trong đó kích thích hệ miễn nhiễm tích cực tấn công khối u ác tính trong cơ thể.
Ngày 03 Tháng 10 2011, Ủy ban Nobel Y khoa đã thông báo rằng ông đã nhận được một nửa giải Nobel Sinh lý học hoặc y học cho "khám phá của ông của tế bào đuôi gai và vai trò của nó trong khả năng miễn dịch thích nghi". Nửa còn lại được tra cho Bruce Beutler và Jules A. Hoffmann cho "khám phá của họ liên quan đến kích hoạt của miễn dịch bẩm sinh". Tuy nhiên, ủy ban biết được rằng ông đã chết ba ngày trước đó, ngày 30 tháng 9. Ủy ban đã xem xét xử lý vụ trao giải cho Steinman vì quy định được rằng giải thưởng là không trao tặng sau khi chết. Ủy ban sau quyết định đó là quyết định để trao giải thưởng "được thực hiện với thiện ý," sẽ vẫn không thay đổi.
Steinman đã nhận được nhiều giải thưởng và công nhận cho công việc kéo dài cuộc sống của mình trên các tế bào đuôi gai, chẳng hạn như giải Albert Lasker Đối với nghiên cứu y khoa cơ bản (2007), Viện quốc tế Giải thưởng Gairdner Foundation (2003), và Nghiên cứu Ung thư William B. Coley Award (1998). Ngoài ra, ông đã là thành viên của Viện Y học (Mỹ, bầu 2002) và Viện Hàn lâm Khoa học Quốc gia (Mỹ, bầu 2001).
Ralph Steinman sinh ra trong một gia đình người Do Thái ở Montreal, một trong bốn người con của Irving Steinman (mất 1995) và Nettie Steinman (nhũ danh Takefman, sinh 1917) gia đình sớm chuyển đến Sherbrooke, nơi cha mở và chạy một cửa hàng quần áo nhỏ "Mozart's". Sau khi tốt nghiệp từ trường cao Sherbrooke, Steinman di chuyển trở lại Montreal, nơi ông ở lại với ông bà ngoại của ông Nathan và Eva Takefman. Ông đã nhận được bằng cử nhân khoa học từ Đại học McGill và nhận được bằng thạc sĩ (magna cum xuất sắc nhất) vào năm 1968 từ Trường Y Harvard. Ông đã hoàn thành bác sĩ thực tập nội trú và cư trú của ông tại Bệnh viện đa khoa Massachusetts
.